# Batalion ON „Krosno”

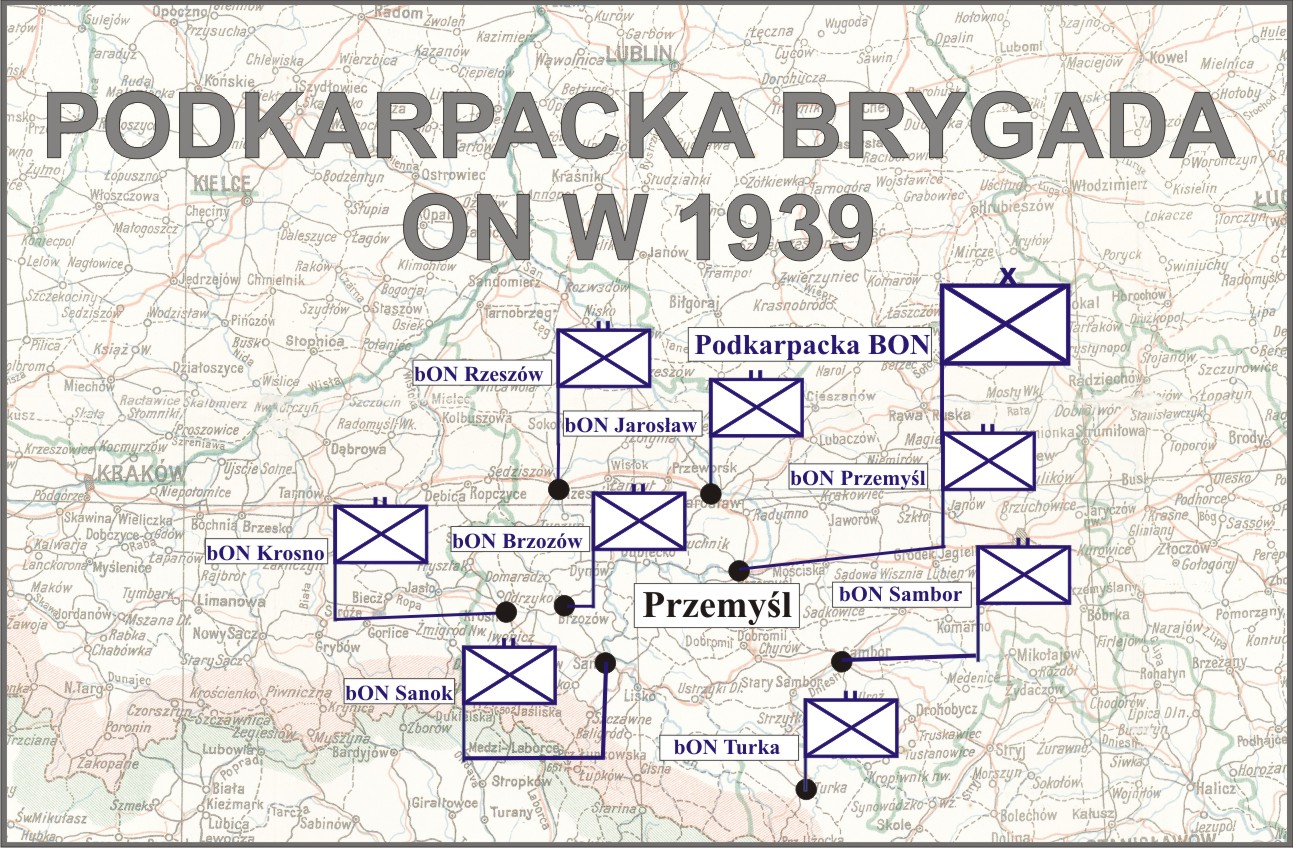
Podkarpacka Brygada ON

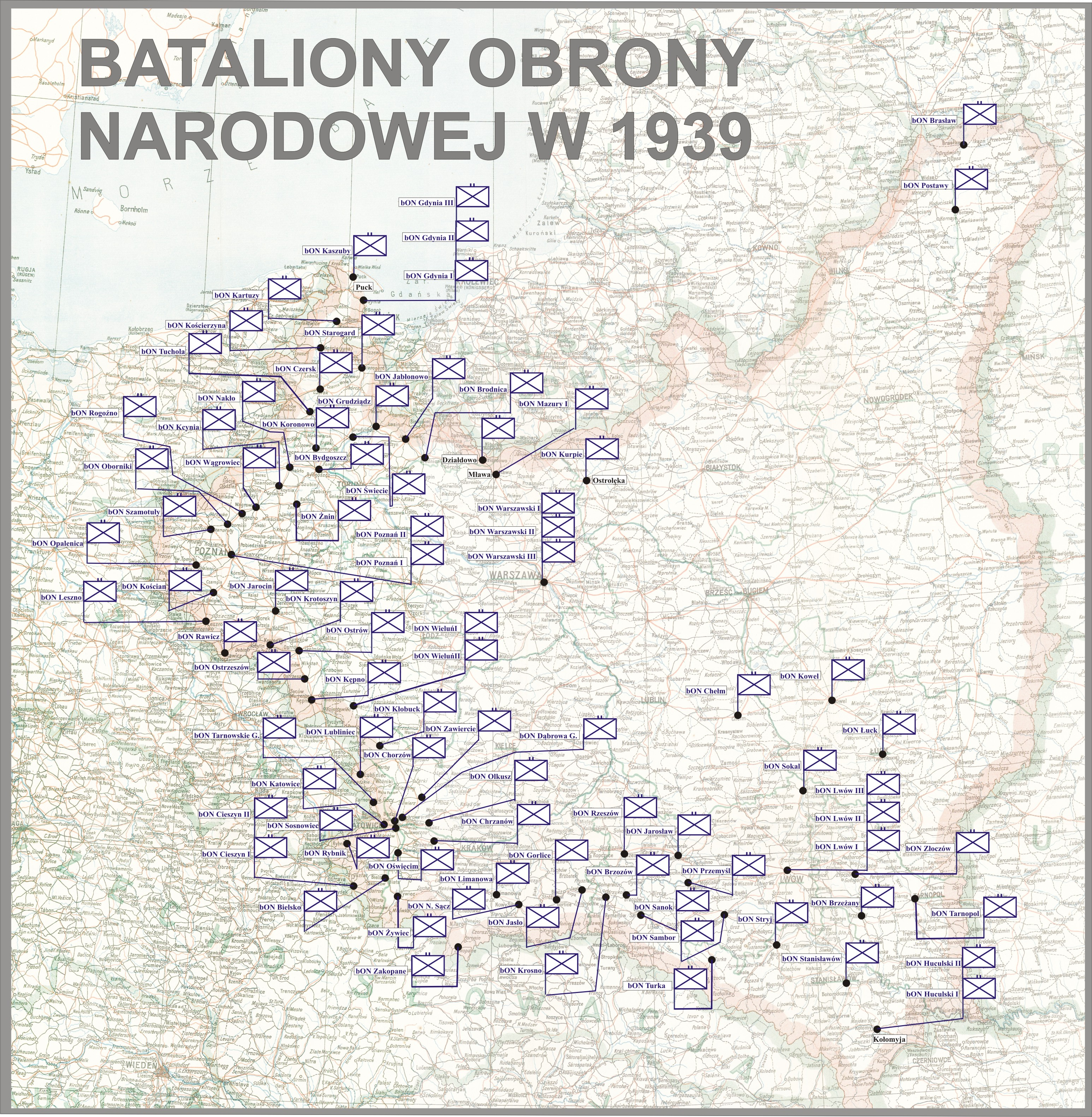
Obrona Narodowa w 1939

Krośnieński Batalion Obrony Narodowej (batalion ON „Krosno”) – pododdział piechoty Wojska Polskiego II RP.

## Historia batalionu
Batalion został sformowany w maju 1939 w składzie Podkarpackiej Brygady ON. Jednostkę zorganizowano w oparciu o nowo utworzony 192 Obwód Przysposobienia Wojskowego, według etatu batalionu ON typu IV. Batalion stacjonował na terenie Okręgu Korpusu nr X: dowództwo i 1 kompania w Krośnie, 2 kompania w Dukli, a 3 kompania w Frysztaku.
Oddziałem gospodarczym dla Krośnieńskiego batalionu ON był 2 pułk Strzelców Podhalańskich w Sanoku.
Batalion pod względem taktycznym został podporządkowany dowódcy 3 Brygady Górskiej Strzelców i w jej składzie walczył w kampanii wrześniowej.

## Organizacja i obsada personalna baonu
dowództwo baonu
- dowódca batalionu – kpt. piech. Antoni Melnarowicz[a]
- adiutant – ppor. rez. mgr Mieczysław Kwiatkowski
- oficer gospodarczy – por. rez. Jan Maślanka
- lekarz – ppor. rez. lek. dr Herman Glaser
- szef batalionu – chor. Bronisław Appel
- dowódca plutonu przeciwpancernego (bez sprzętu) – dowódca st. sierż. Józef Zajdel
- dowódca  plutonu zwiadu (bez rowerów) – dowódca por. rez. dr Edward Włodzimierz Oleksin

1 kompania ON „Krosno”
- dowódca kompanii – kpt. Aleksander Moreń
- dowódca I plutonu – por. rez. Julian Bronisław Müller
- dowódca II plutonu – por. rez. dr Witold Józef Fang
- dowódca III plutonu – ppor. rez. Józef Dynia
- dowódca plutonu karabinów maszynowych – st. sierż. Aleksy Tomczyk

2 kompania ON „Dukla”
- dowódca kompanii – kpt. st. sp. Ziemowit Piotr Dobrzański
- dowódca I plutonu – por. rez. Ludwik Górski, później ppor. rez. Jan Julian Pudło
- dowódca II plutonu – por. kontr. piech. Marian Adam Paczosa[b]
- dowódca I plutonu – ppor. rez. Władysław Kuziara
- dowódca plutonu karabinów maszynowych – NN

3 kompania ON „Frysztak”
- dowódca kompanii – por. rez. Władysław Parylak
- dowódca I plutonu – ppor. rez. Józef Ignacy Lesikowski
- dowódca II plutonu – ppor. rez. Piotr Wargocki
- dowódca I plutonu – por. rez. dr Władysław Józef Kozub
- dowódca plutonu karabinów maszynowych – ppor. rez. Benedykt Jan Przybyłek, po nim por. rez. Stanisław Wenklar